# Fismes
Fismes é uma comuna francesa na região administrativa do Grande Leste, no departamento de Marne. Estende-se por uma área de 16.75 km², e possui 5.560 habitantes, segundo o censo de 2018, com uma densidade de 330 hab/km².